# Cerovo (Ražanj)
Cerovo (em cirílico: Церово) é uma vila da Sérvia localizada no município de Ražanj, pertencente ao distrito de Nišava. A sua população era de 49 habitantes segundo o censo de 2011.

## Demografia
| 1948 | 1953 | 1961 | 1971 | 1981 | 1991 | 2002 | 2011 |
| ---- | ---- | ---- | ---- | ---- | ---- | ---- | ---- |
| 210  | 191  | 165  | 157  | 119  | 91   | 66   | 49   |